# Памятник Ленину (Даугавпилс)
Памятник Ленину (Даугавпилс) — памятник Владимиру Ленину в городе Даугавпилс (Латвия). Установлен в 1970 году. Скульптор памятника — А. Н. Черницкий, архитектор — В. Калныньш.
До установки памятника, в сквере была расположена стела с текстом, рассказывающим, что к 100-летию (1970) со дня рождения В. И. Ленина, будет установлен памятник. Существует версия того, что было создано два памятника: один, в демисезонной одежде и с непокрытой головой — для Даугавпилса, а другой, в зимнем пальто и шапке — для Северодвинска. При отправлении памятников на места их установок, города были перепутаны, и Ленин без шапки был отправлен на Северную Двину, а скульптура Ленина в зимней одежде — на Западную Двину (Даугаву). Данный памятник был единственным памятником Владимиру Ленину в Даугавпилсе.
Во время транспортировки часть памятника была повреждена. Повреждённый фрагмент был заменён гранитом, отличавшимся по цвету.
В 1991 году, в середине сентября, при временной управе, обязанности руководителя которой исполнял Валдис Лаускис, памятник был демонтирован. После демонтажа был оставлен постамент. При поднятии верхней части памятника, тросом была повреждена и отколота верхняя часть скульптуры. Позднее, в 1991 году был убран и постамент. В Даугавпилсском краеведческом и художественном музее имеется фотография демонтажа памятника. После демонтажа памятник увезли в неизвестном направлении. Спустя некоторое время памятник (его части) был обнаружен на складе городского предприятия благоустройства Лабиекартошана на 2-й Пассажирской улице. Затем памятник снова исчез. В настоящее время стало известно, что памятник закопан на территории городского предприятия Лабиекартошана-Д, но точное его месторасположение не разглашается руководством предприятия.
После реконструкции площади Единства в 2004 году часть, в которой располагался памятник, была изменена.